# Chrysis angolensis
Chrysis angolensis (лат.) — вид ос-блестянок рода Chrysis из подсемейства Chrysidinae.

## Распространение
Восточная Палеарктика, Ближний Восток, Северная Африка, Афротропика. Регионы интродукции: Неарктика, Юго-Восточная Азия, Австралия, Океания (Французская Полинезия).

## Описание
Ярко-окрашенные металлически блестящие осы. Тело зелёное. Клептопаразиты роющих ос Sceliphron (Sceliphron caementarium) и бумажных ос рода Eumenes. Вид был впервые описан российско-польским энтомологом Октавием Ивановичем Радошковским по материалам из Анголы (Африка).